# Carlo Fidanza
Pour les articles homonymes, voir Fidanza.
Carlo Fidanza, né le 21 septembre 1976 à San Benedetto del Tronto est un homme politique italien, membre des Frères d'Italie après avoir quitté Le Peuple de la liberté.
Depuis 2019, il est député européen, après l'avoir déjà été de 2009 à 2014.

## Biographie

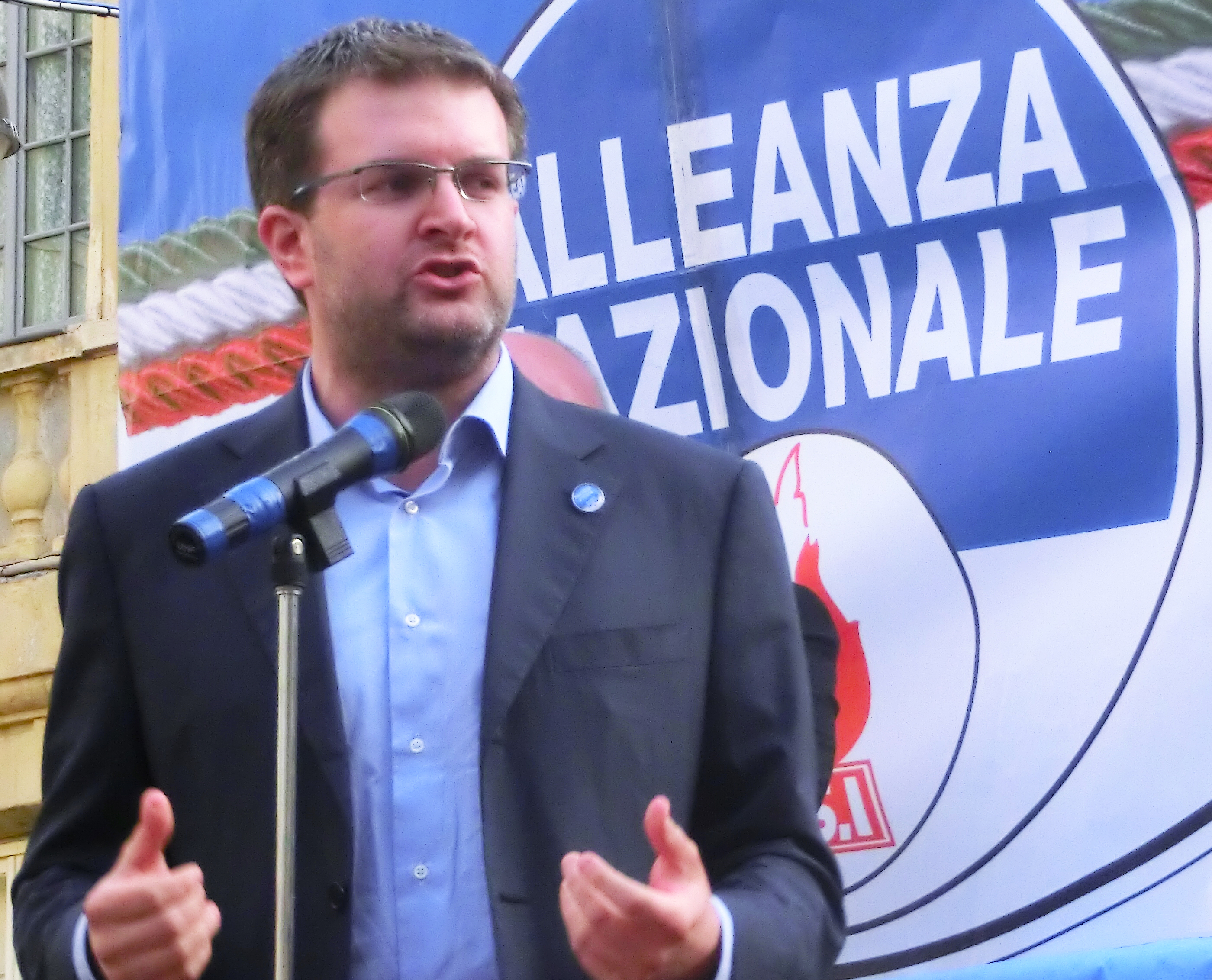
Carlo Fidanza en Frères d'Italie - Centre-droit national

Il est élu lors des élections européennes de 2009 dans la circonscription de l'Italie du Nord-Ouest sous l'étiquette du Peuple de la liberté.
Au parlement européen, il siège au sein du groupe du Parti populaire européen, dont il est membre du bureau en septembre 2009. Au cours de la 7e législature, il est membre de la commission du transport et du tourisme.
En mars 2013, il quitte Le Peuple de la liberté pour participer à la fondation des Frères d'Italie - Centre-droit national.
Il accuse la France, dans une note destinée aux instances européennes en octobre 2020, de ne pas respecter ses frontières et d'avoir « annexé » une partie du Mont Blanc.
En 2024, il se présente aux élections européennes sur la liste des Fratelli d'Italia et est élu député européen le 9 juin,.

### Controverse

Fidanza avec Marion Maréchal, George Simion, Bart De Wever, Giorgia Meloni, Petr Fiala et Nicola Procaccini, 20 mars 2025

En octobre 2021, une vidéo réalisée en caméra cachée montre Carlo Fidanza participer à un dîner destiné à lever des fonds pour Frères d'Italie. Il y tient des remarques sexistes et racistes, et laisse entendre qu’existerait une trésorerie occulte du parti alimentée par des donateurs proches des idéologies néofasciste ou néonazie. Le parquet de Milan ouvre une enquête sur des soupçons de blanchiment d’argent.